# Antti Ruuskanen
Antti Hermanni Ruuskanen (Pielavesi, 21 februari 1984) is een Finse atleet, die is gespecialiseerd in het speerwerpen. Hij nam tweemaal deel aan de Olympische Spelen en veroverde bij die gelegenheden in 2012 een zilveren medaille. In 2016 droeg hij de vlag van zijn vaderland bij de sluitingsceremonie van de Spelen van Rio de Janeiro.

## Carrière
Ruuskanen won eerder een bronzen medaille, namelijk op de Europese jeugdkampioenschappen van 2003 in Tampere, gevolgd door een zilveren medaille op de Europese kampioenschappen onder 23 jaar van 2005 in Erfurt.
Op de wereldkampioenschappen van 2009 in Berlijn eindigde de Fin op de zesde plaats. Twee jaar later, op de WK van 2011 in Daegu, was Ruuskanen er opnieuw bij, maar op dit toernooi kwam hij niet verder dan de negende plaats.
Beter deed Ruuskanen het een jaar later tijdens de Olympische Spelen in Londen; hij debuteerde op olympisch niveau met het veroveren van de bronzen medaille door middel van een beste worp van 84,12 m. Hiermee zat hij maar kort achter de verrassende winnaar uit Trinidad en Tobago Keshorn Walcott (goud met 84,58) en de Rus Oleksandr Pyatnytsya (zilver met 84,51).
In 2014 veroverde hij de Europese titel bij het speerwerpen. Twee jaar later op de Olympische Spelen van Rio de Janeiro moest hij genoegen nemen met een zesde plaats met een beste poging van 83,05.

## Titels
- Europees kampioen speerwerpen - 2014
- Fins kampioen speerwerpen - 2012, 2014, 2015

## Persoonlijke records
| Onderdeel   | Afstand | Datum            | Plaats |
| ----------- | ------- | ---------------- | ------ |
| speerwerpen | 88,01 m | 17 augustus 2014 | Zürich |

## Palmares

### Speerwerpen
Kampioenschappen
- 2003:  EJK - 72,87 m
- 2005:  EK U23 - 76,82 m
- 2009: 6e WK - 81,87 m
- 2011: 9e WK- 79,46 m
- 2012:  OS - 84,12 m[1]
- 2013: 6e WK - 81,44 m
- 2014:  EK - 88,01 m
- 2016: 6e OS - 83,05 m

Diamond League-podiumplekken
- 2013:  Memorial Van Damme – 83,64 m